# Iron Ridge
Iron Ridge és una població dels Estats Units a l'estat de Wisconsin. Segons el cens del 2000 tenia 998 habitants.

## Demografia
Segons el cens del 2000, Iron Ridge tenia 998 habitants, 360 habitatges, i 245 famílies. La densitat de població era de 542,7 habitants per km².
Dels 360 habitatges en un 42,2% hi vivien nens de menys de 18 anys, en un 57,8% hi vivien parelles casades, en un 6,9% dones solteres, i en un 31,7% no eren unitats familiars. En el 26,9% dels habitatges hi vivien persones soles el 9,4% de les quals corresponia a persones de 65 anys o més que vivien soles. El nombre mitjà de persones vivint en cada habitatge era de 2,77 i el nombre mitjà de persones que vivien en cada família era de 3,45.
Per edats la població es repartia de la següent manera: un 34% tenia menys de 18 anys, un 8,5% entre 18 i 24, un 33,5% entre 25 i 44, un 15,6% de 45 a 60 i un 8,4% 65 anys o més.
L'edat mediana era de 30 anys. Per cada 100 dones de 18 o més anys hi havia 97,3 homes.
La renda mediana per habitatge era de 42.083 $ i la renda mediana per família de 50.893 $. Els homes tenien una renda mediana de 36.359 $ mentre que les dones 23.906 $. La renda per capita de la població era de 16.214 $. Aproximadament l'1,7% de les famílies i el 3,4% de la població estaven per davall del llindar de pobresa.

## Poblacions més properes
El següent diagrama mostra les poblacions més properes.